# Matty Longstaff
Matty Longstaff, född 21 mars 2000 i Rotherham, England, är en engelsk fotbollsspelare (mittfältare) som spelar för Toronto FC i Major League Soccer.

## Karriär
Longstaff har spenderat samtliga av sina juniorår hos Newcastle United.
Säsongen 2020/21 lånades han först ut till Aberdeen under första halvan av säsongen. Under andra halvan av säsongen lånades han ut till Mansfield Town. Den 1 september 2022 lånades Longstaff ut till League Two-klubben Colchester United på ett låneavtal fram till januari 2023. Den 1 januari 2023 återvände han till Newcastle United efter att ha råkat ut för en knäskada under sin tid i Colchester United.
Den 29 februari 2024 värvades Longstaff av Major League Soccer-klubben Toronto FC, där han skrev på ett tvåårskontrakt med option på ytterligare ett år.